# Catatia
Catatia é um género botânico pertencente à família Asteraceae.